# 산타디
산타디(Santadi)는 이탈리아 사르데냐 주에 있는 수드사르데냐도의 코무네 (지방 자치체)로, 칼리아리에서 남서쪽으로 약 35 킬로미터 (22 mi) 떨어져 있고 카르보니아에서 남동쪽으로 약 20 킬로미터 (12 mi) 떨어져 있다.
산타디는 다음 지방 자치체와 접해 있다: 아세미니, 도무스데마리아, 눅시스, 피시나스, 풀라 (이탈리아), 테울라다 (이탈리아), 빌라산피에트로, 빌라페루초.
산타디의 작은 마을 옆 언덕에서부터 도시 개발 시스템이 동심원으로 어떻게 발전하는지 볼 수 있다. 이 사실은 산타디가 플라톤이 티마이오스 제3장과 크리티아스에서 언급한 섬의 수도의 잔해라는 가설을 낳았다.